# 9 Pułk Piechoty Obrony Krajowej

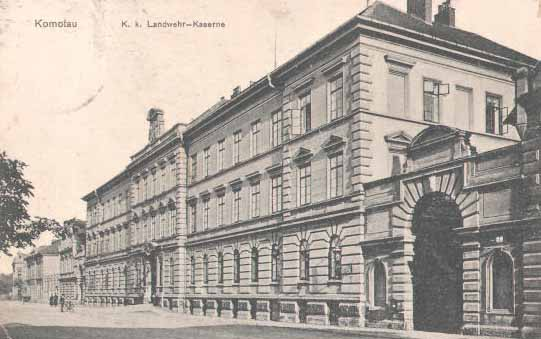
Koszary Obrony Krajowej w Chomutovie

Pułk Piechoty Obrony Krajowej Litomierzyce Nr 9 (niem. Landwehrinfanterieregiment Leitmeritz Nr. 9) – pułk piechoty cesarsko-królewskiej Obrony Krajowej. 

## Historia pułku
1 października 1889 roku został utworzony Czeski Pułk Piechoty Obrony Krajowej Nr 9 (niem. Böhmisches Landwehr-Infanterie-Regiment Nr. 9).
Okręg uzupełnień Obrony Krajowej Litomierzyce (niem. Leitmeritz) na terytorium 9 Korpusu.
Kolory pułkowe: trawiasty (grasgrün), guziki srebrne z numerem pułku „9”. 
W lipcu 1914 roku skład narodowościowy pułku: 86% - Austriacy.
W latach 1903–1914 pułk stacjonował w Litomierzycach z wyjątkiem III batalionu, który załogował w Chomutovie (niem. Komotau).
Pułk wchodził w skład 52 Brygady Piechoty Obrony Krajowej należącej do 26 Dywizji Piechoty Obrony Krajowej.
W czasie I wojny światowej pułk walczył z Rosjanami w grudniu 1914 roku w Galicji. Żołnierze pułku są pochowani m.in. na cmentarzach wojennych nr: 46 w Koniecznej i 167 w Ryglicach.
W 1917 roku oddział został przemianowany na Pułk Strzelców Nr 9 (niem. Schützenregiment Nr 9).

## Komendanci pułku
- płk Johann von Kobbe (1889[1] – )
- płk Karl Kuchinka (1903–1905)
- płk August Mrázek (1906–1910)
- płk Josef Reyl-Hanisch von Greiffenthal (1911–1914)